# Jacques Weber (anthropologue)
Cet article concerne l'anthropologue Jacques Weber. Pour le comédien, voir Jacques Weber.
Pour les articles homonymes, voir Weber.
Jacques Weber, né le 16 juillet 1946 à Yaoundé (Cameroun), mort le 6 mars 2014  au Chesnay, est un anthropologue et économiste français, spécialiste de la biodiversité et de la gestion des ressources naturelles.

## Biographie
Jacques Weber naît et grandit au Cameroun, dont il parle les langues locales.
Il quitte son pays natal à 18 ans, et entame des travaux universitaires sur l’économie halieutique au Cameroun puis au Sénégal.
Pionnier du développement durable (ou écodéveloppement selon ses termes), il s'intéresse ensuite, dans ces pays africains puis en France, aux forêts naturelles, à la faune et la flore, et à la gestion par l'homme de ces ressources renouvelables. Il étudie également l'attribution du statut de richesse à des biens et leurs usages, dans des sociétés à édifices monumentaux (Égypte pharaonique) et dans les pays développés. 
Avec une double approche économique et anthropologique, il consacre une grande partie de ses recherches à la biodiversité, qui est pour lui « [non pas] une somme d’espèces mais une somme d’interactions entre organismes, parfois même au sein d’une même espèce ». 
Il est proche du biologiste Robert Barbault du Muséum national d'histoire naturelle (MNHN), avec qui il publie La vie, quelle entreprise ! Pour une révolution écologique de l’économie,  et de la lauréate du Prix Nobel d’économie Elinor Ostrom, spécialiste des biens communs.
Fondateur du département économie à l'Ifremer où il entre en 1983, il intègre en 1993 le Centre de coopération internationale en recherche agronomique pour le développement (Cirad) comme directeur de recherche sur la gestion des ressources renouvelables et de l’environnement (Green) puis, fin 1998, à la tête du nouveau département « Expertise et Valorisation » de l'IRD. À partir de février 2002, il dirige l’Institut français de la biodiversité, future Fondation pour la recherche sur la biodiversité (FRB). 
Il siège également au Conseil économique pour le développement durable (CEDD) et au Conseil scientifique du patrimoine naturel et de la biodiversité (CSPNB), est vice président du comité français du programme « L’homme et la biosphère » de l’Unesco et correspondant de l'Académie d'agriculture. Il est par ailleurs président puis vice-président de l'association des Petits débrouillards.